# Lista över skådespelare i Star Trek: The Next Generation
Star Trek: The Next Generation är en amerikansk science fiction TV-serie som hade premiär den 28 september 1987. Serien sändes under sju säsonger fram till 1994, samt fick fyra filmuppföljare som hade premiär mellan 1994 och 2002. Serien var en uppföljare till Star Trek: The Original Series som sändes i NBC mellan 1966 och 1969. Rollfigurer från originalserien medverkade vid flera tillfällen i The Next Generation och i crossoverfilmen Star Trek Generations. The Next Generation skapades av Star Trek-skaparen Gene Roddenberry, som tjänstgjorde som exekutiv producent fram till sin död år 1991, tillsammans med Maurice Hurley, Rick Berman, Michael Piller och Jeri Taylor. Serien spelades huvudsakligen in vid Paramount Studios i Los Angeles, Kalifornien.
De preliminära rolluttagningarna påbörjades i mars 1987 och huvudrollsinnehavarna tillkännagavs den 15 maj samma år. Den initiala pressmeddelandet betonade tillsättningen av LeVar Burton som Geordi La Forge, som var känd för sin medverkan i miniserien Rötter. Burton hade provspelat för rollen till följd av ett förslag från den exekutiva producenten Robert H. Justman, som han tidigare hade arbetat med på en TV-film. De andra två skådespelare som nämndes vid det tillfället var Patrick Stewart som Jean-Luc Picard och Jonathan Frakes som William Riker. Stewart fick huvudrollen efter att ha upptäckts av Justman vid en dramatisk läsning vid University of California, Los Angeles. Seriens skapare, Roddenberry, hade emellertid velat ha en fransk skådespelare i rollen och ansåg att rollen som Data skulle gå till Stewart. Både Justman och Berman kampanjade för att Stewart skulle få rollen som kapten Picard och Roddenberry gav till slut efter. Frakes blev Roddenberry's favorit för rollen som Riker efter att han gått igenom sju provspelningar för rollen.
Producenterna sökte efter en afroamerikansk skådespelare för rollen som Worf, eftersom det skulle göra Klingonsminket lättare att applicera. Michael Dorn fick rollen på grund av sin teater utbildning och avsaknaden av en "street-accent". Rollfiguren var tänkt att medverka i sju av de första tretton avsnitten, men efter Dorns prestation i pilotavsnittet "Encounter at Farpoint", expanderades den till en huvudroll. Roddenberry's tanke med rollbesättningen av den nya serien var att undvika rollfigurer som liknar de som syntes i The Original Series. Dock hade en del av elementen i rollfigurerna Riker och Deanna Troi baserade på rollerna William Decker och Ilia, som från början var tänkt att synas i den oproducerade serien Star Trek: Phase II och som senare medverkade i filmen Star Trek: The Motion Picture. Under rolluttagningarna gick rollen som Troi från början till Denise Crosby, medan Marina Sirtis fick rollen som säkerhetschefen Macha Hernandez. Roddenberry ansåg att Sirtis skulle passa bättre som Troi och bytte således rollerna så att Crosby fick rollen som en tidigare version av säkerhetschefen, med namnet Tasha Yar. Flera kandidater för huvudrollerna fick senare roller i serien som gästskådespelare eller återkommande roller, däribland Eric Menyuk, som var nummer två för rollen som Data och Rosalind Chao som från början var tänkt för rollen som Tasha Yar. Tim Russ var en av kandidaterna för rollen som Geordi La Forge efter att han först medverkade i Star Trek VI – The Undiscovered Country och kom senare att få rollen som Tuvok i Star Trek: Voyager.
Crosby lämnade serien innan slutet av den första säsongen, medan Gates McFadden som Beverly Crusher togs bort efter det första året. Diana Muldaur anslöt till huvudrollerna som Katherine Pulaski för att ersätta McFadden, men Muldaur lämnade serien efter endast en säsong och McFadden återvände i säsong tre. Crosby återkom till rollen som Yar i tredje säsongens avsnitt "Yesterday's Enterprise" och återvände för flera avsnitt som Yars till hälften Romulan dotter Sela. Wil Wheaton lämnade sin huvudroll under säsong fyra, men återvände för ett antal avsnitt i säsong fem samt i sitt sista framträdande i säsong sju.
Flera skådespelare fick roller som återkom under samtliga sju säsongerna och i de fyra långfilmerna baserade på serien. Majel Barrett som kallades för "The First Lady of Star Trek" på grund av hennes äktenskap med Roddenberry, medverkade både som datorrösten för Stjärnflottans datorer och som Lwaxana Troi. Rollen som Lwaxana var specifikt skapad för henne. Hon hade tidigare medverkat i The Original Series och två Star Trek-filmer som Christine Chapel samt som Number One i originalpiloten "The Cage". John de Lancie fick rollen som Q trots att han hade missat sin första provspelning till följd av en pjäs som han medverkade vid detta tillfälle. En andra provspelning ordnades, där de Lancie imponerade på Roddenberry, som sa till honom att "You make my words sound better than they are." Colm Meaney fick ursprungligen rollen som en namnlös fänrik i "Encounter at Farpoint", men fick senare rollen som den transportörchefen Miles O'Brien, som han medverkade som i 52 avsnitt. Whoopi Goldberg samtalade med producenterna och frågade efter en roll i serien, vilket resulterade i att Roddenberry skrev rollen Guinan åt henne. Hon krediterar Nichelle Nichols, som spelade Uhura i The Original Series, som en inspiration för henne, där hon sa följande: "when I was nine years old Star Trek came on, I looked at it and I went screaming through the house, 'Come here, mum, everybody, come quick, come quick, there's a black lady on television and she ain't no maid!' I knew right then and there I could be anything I wanted to be." Hon gjorde sitt första framträdande i den andra säsongens avsnitt "The Child" och kom att medverka i totalt 28 avsnitt och i filmerna Star Trek: Generations och Star Trek: Nemesis.

## Skådespelare
| Huvudrollerna i Star Trek: The Next Generation | Huvudrollerna i Star Trek: The Next Generation | Huvudrollerna i Star Trek: The Next Generation | Huvudrollerna i Star Trek: The Next Generation | Huvudrollerna i Star Trek: The Next Generation | Huvudrollerna i Star Trek: The Next Generation | Huvudrollerna i Star Trek: The Next Generation | Huvudrollerna i Star Trek: The Next Generation | Huvudrollerna i Star Trek: The Next Generation | Huvudrollerna i Star Trek: The Next Generation | Huvudrollerna i Star Trek: The Next Generation | Huvudrollerna i Star Trek: The Next Generation | Huvudrollerna i Star Trek: The Next Generation |
|                                                |                                                | Säsong                                         | Säsong                                         | Säsong                                         | Säsong                                         | Säsong                                         | Säsong                                         | Säsong                                         | Film                                           | Film                                           | Film                                           | Film                                           |
| Skådespelare                                   | Roll                                           | S1                                             | S2                                             | S3                                             | S4                                             | S5                                             | S6                                             | S7                                             | Generations                                    | First Contact                                  | Insurrection                                   | Nemesis                                        |
| ---------------------------------------------- | ---------------------------------------------- | ---------------------------------------------- | ---------------------------------------------- | ---------------------------------------------- | ---------------------------------------------- | ---------------------------------------------- | ---------------------------------------------- | ---------------------------------------------- | ---------------------------------------------- | ---------------------------------------------- | ---------------------------------------------- | ---------------------------------------------- |
| Patrick Stewart                                | Jean-Luc Picard                                | Huvudroll                                      | Huvudroll                                      | Huvudroll                                      | Huvudroll                                      | Huvudroll                                      | Huvudroll                                      | Huvudroll                                      | Huvudroll                                      | Huvudroll                                      | Huvudroll                                      | Huvudroll                                      |
| Jonathan Frakes                                | William Riker                                  | Huvudroll                                      | Huvudroll                                      | Huvudroll                                      | Huvudroll                                      | Huvudroll                                      | Huvudroll                                      | Huvudroll                                      | Huvudroll                                      | Huvudroll                                      | Huvudroll                                      | Huvudroll                                      |
| Marina Sirtis                                  | Deanna Troi                                    | Huvudroll                                      | Huvudroll                                      | Huvudroll                                      | Huvudroll                                      | Huvudroll                                      | Huvudroll                                      | Huvudroll                                      | Huvudroll                                      | Huvudroll                                      | Huvudroll                                      | Huvudroll                                      |
| Brent Spiner                                   | Data                                           | Huvudroll                                      | Huvudroll                                      | Huvudroll                                      | Huvudroll                                      | Huvudroll                                      | Huvudroll                                      | Huvudroll                                      | Huvudroll                                      | Huvudroll                                      | Huvudroll                                      | Huvudroll                                      |
| LeVar Burton                                   | Geordi La Forge                                | Huvudroll                                      | Huvudroll                                      | Huvudroll                                      | Huvudroll                                      | Huvudroll                                      | Huvudroll                                      | Huvudroll                                      | Huvudroll                                      | Huvudroll                                      | Huvudroll                                      | Huvudroll                                      |
| Michael Dorn                                   | Worf                                           | Huvudroll                                      | Huvudroll                                      | Huvudroll                                      | Huvudroll                                      | Huvudroll                                      | Huvudroll                                      | Huvudroll                                      | Huvudroll                                      | Huvudroll                                      | Huvudroll                                      | Huvudroll                                      |
| Gates McFadden                                 | Beverly Crusher                                | Huvudroll                                      |                                                | Huvudroll                                      | Huvudroll                                      | Huvudroll                                      | Huvudroll                                      | Huvudroll                                      | Huvudroll                                      | Huvudroll                                      | Huvudroll                                      | Huvudroll                                      |
| Wil Wheaton                                    | Wesley Crusher                                 | Huvudroll                                      | Huvudroll                                      | Huvudroll                                      | Huvudroll                                      | Återkommande                                   |                                                | Gäst                                           |                                                |                                                |                                                | Medverkade                                     |
| Denise Crosby                                  | Tasha Yar                                      | Huvudroll                                      |                                                | Gäst                                           |                                                |                                                |                                                | Gäst                                           |                                                |                                                |                                                |                                                |
| Diana Muldaur                                  | Katherine Pulaski                              |                                                | Huvudroll                                      |                                                |                                                |                                                |                                                |                                                |                                                |                                                |                                                |                                                |
| Återkommande roller                            |                                                |                                                |                                                |                                                |                                                |                                                |                                                |                                                |                                                |                                                |                                                |                                                |
| Colm Meaney                                    | Miles O'Brien                                  | Återkommande                                   | Återkommande                                   | Återkommande                                   | Återkommande                                   | Återkommande                                   | Återkommande                                   | Gäst                                           |                                                |                                                |                                                |                                                |
| Majel Barrett                                  | Lwaxana Troi                                   | Återkommande                                   | Återkommande                                   | Återkommande                                   | Återkommande                                   | Återkommande                                   |                                                | Gäst                                           |                                                |                                                |                                                |                                                |
| John de Lancie                                 | Q                                              | Återkommande                                   | Återkommande                                   | Återkommande                                   | Återkommande                                   |                                                | Återkommande                                   | Gäst                                           |                                                |                                                |                                                |                                                |
| Carel Struycken                                | Mr. Homn                                       | Återkommande                                   | Återkommande                                   | Återkommande                                   | Återkommande                                   | Återkommande                                   |                                                |                                                |                                                |                                                |                                                |                                                |
| Eric Menyuk                                    | Resenären                                      | Gäst                                           |                                                |                                                | Gäst                                           |                                                |                                                | Gäst                                           |                                                |                                                |                                                |                                                |
| Whoopi Goldberg                                | Guinan                                         |                                                | Återkommande                                   | Återkommande                                   | Återkommande                                   | Återkommande                                   | Återkommande                                   |                                                | Medverkade                                     |                                                |                                                | Medverkade                                     |
| Lycia Naff                                     | Sonya Gomez                                    |                                                | Återkommande                                   |                                                |                                                |                                                |                                                |                                                |                                                |                                                |                                                |                                                |
| Robert O'Reilly                                | Gowron                                         |                                                | Gäst                                           |                                                | Återkommande                                   | Återkommande                                   | Återkommande                                   |                                                |                                                |                                                |                                                |                                                |
| Suzie Plakson                                  | K'Ehleyr                                       |                                                | Gäst                                           |                                                | Gäst                                           |                                                |                                                |                                                |                                                |                                                |                                                |                                                |
| Andreas Katsulas                               | Tomalak                                        |                                                |                                                | Återkommande                                   | Återkommande                                   |                                                |                                                | Gäst                                           |                                                |                                                |                                                |                                                |
| Tony Todd                                      | Kurn                                           |                                                |                                                | Återkommande                                   | Återkommande                                   | Återkommande                                   |                                                |                                                |                                                |                                                |                                                |                                                |
| Dwight Schultz                                 | Reginald Barclay                               |                                                |                                                | Återkommande                                   | Återkommande                                   |                                                | Återkommande                                   | Återkommande                                   |                                                | Medverkade                                     |                                                |                                                |
| Rosalind Chao                                  | Keiko O'Brien                                  |                                                |                                                |                                                | Återkommande                                   | Återkommande                                   | Återkommande                                   |                                                |                                                |                                                |                                                |                                                |
| Patti Yasutake                                 | Alyssa Ogawa                                   |                                                |                                                |                                                | Återkommande                                   | Återkommande                                   | Återkommande                                   | Återkommande                                   | Medverkade                                     | Medverkade                                     |                                                |                                                |
| Barbara March                                  | Lursa                                          |                                                |                                                |                                                | Återkommande                                   | Återkommande                                   |                                                | Gäst                                           | Medverkade                                     |                                                |                                                |                                                |
| Gwynyth Walsh                                  | B'Etor                                         |                                                |                                                |                                                | Återkommande                                   | Återkommande                                   |                                                | Gäst                                           | Medverkade                                     |                                                |                                                |                                                |
| Denise Crosby                                  | Sela                                           |                                                |                                                |                                                | Återkommande                                   | Återkommande                                   | Återkommande                                   |                                                |                                                |                                                |                                                |                                                |
| Brian Bonsall                                  | Alexander Rozhenko                             |                                                |                                                |                                                |                                                | Återkommande                                   | Återkommande                                   | Återkommande                                   |                                                |                                                |                                                |                                                |
| Michelle Forbes                                | Ro Laren                                       |                                                |                                                |                                                |                                                | Återkommande                                   | Återkommande                                   | Gäst                                           |                                                |                                                |                                                |                                                |
| Ashley Judd                                    | Robin Lefler                                   |                                                |                                                |                                                |                                                | Återkommande                                   |                                                |                                                |                                                |                                                |                                                |                                                |
| Jonathan Del Arco                              | Hugh of Borg                                   |                                                |                                                |                                                |                                                | Gäst                                           | Gäst                                           | Gäst                                           |                                                |                                                |                                                |                                                |
| Ken Thorley                                    | Mot                                            |                                                |                                                |                                                |                                                | Återkommande                                   | Återkommande                                   |                                                |                                                |                                                |                                                |                                                |
| Natalia Nogulich                               | Alynna Nechayev                                |                                                |                                                |                                                |                                                |                                                | Återkommande                                   | Återkommande                                   |                                                |                                                |                                                |                                                |